# 汤美费格
汤美费格（Tommy Hilfiger，原為Tommy Hilfiger Corporation、Tommy Hilfiger Inc.）是一家美國服裝公司，但也生產首飾、香水和家居用品。它創始於1985年，2010年5月PVH將其收購。但創始人汤米·希尔费格仍然擔任首席設計師。

## 產品
湯美費格的生產線包括：
- Tommy Hilfiger：主要生產線，面向25至40歲的人群[4]

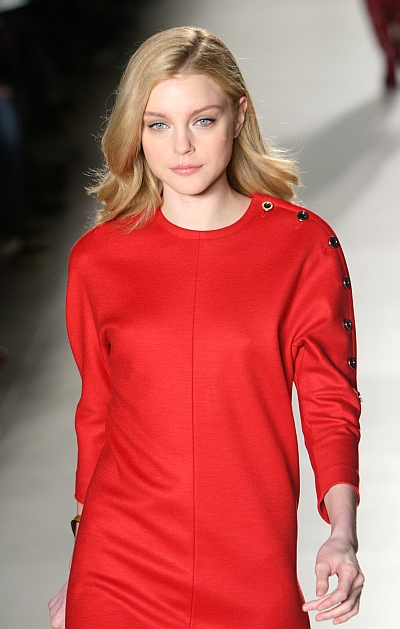
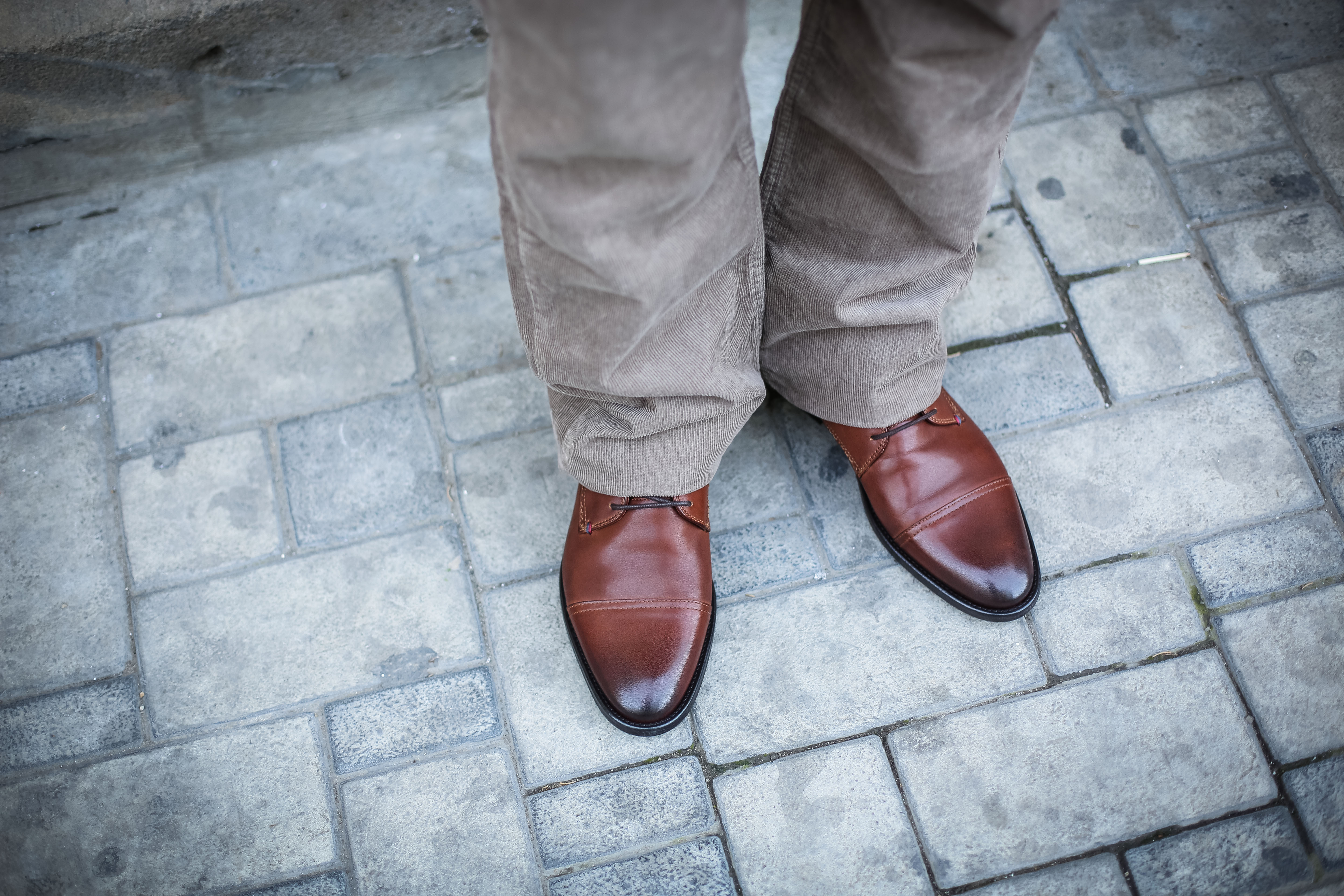
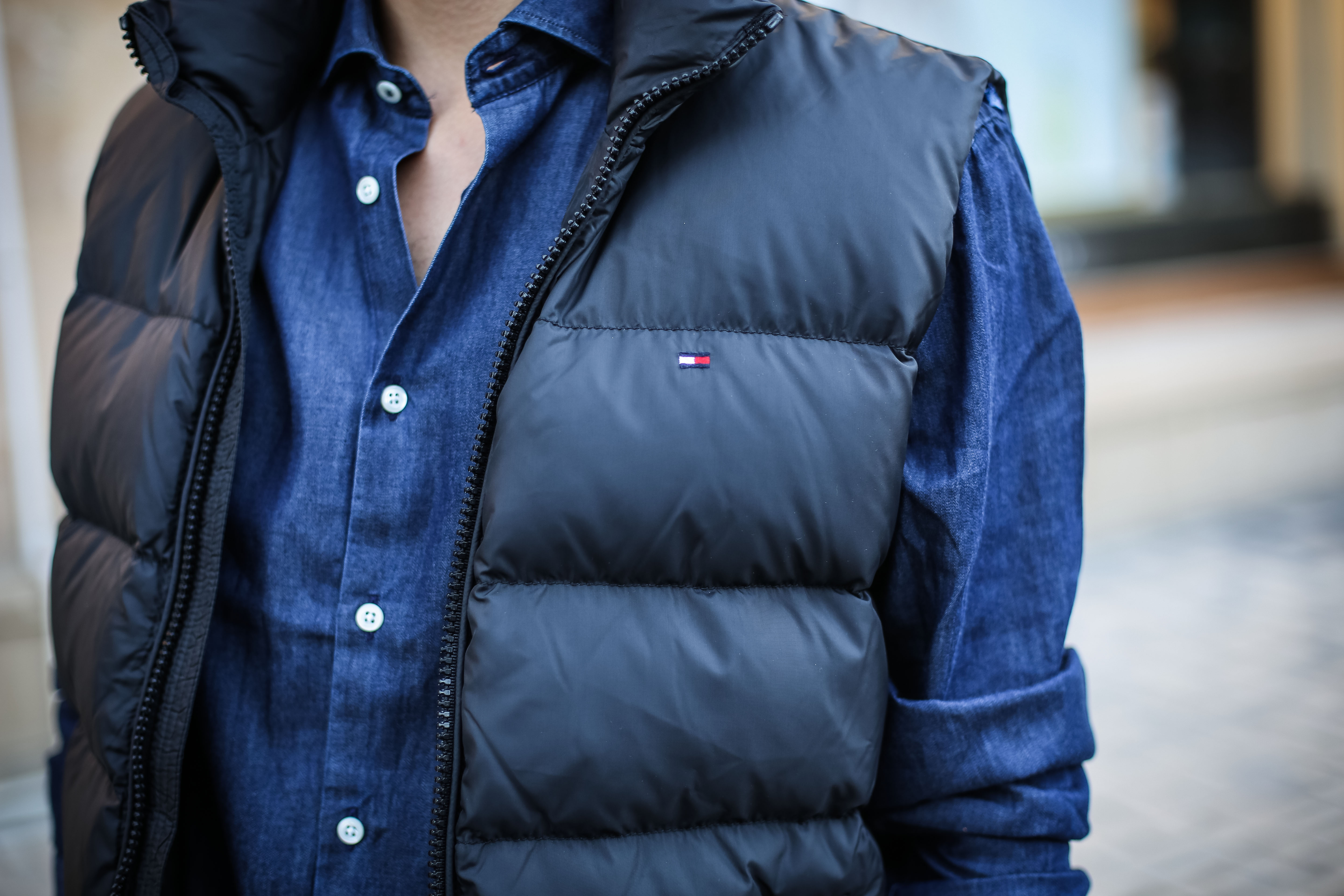
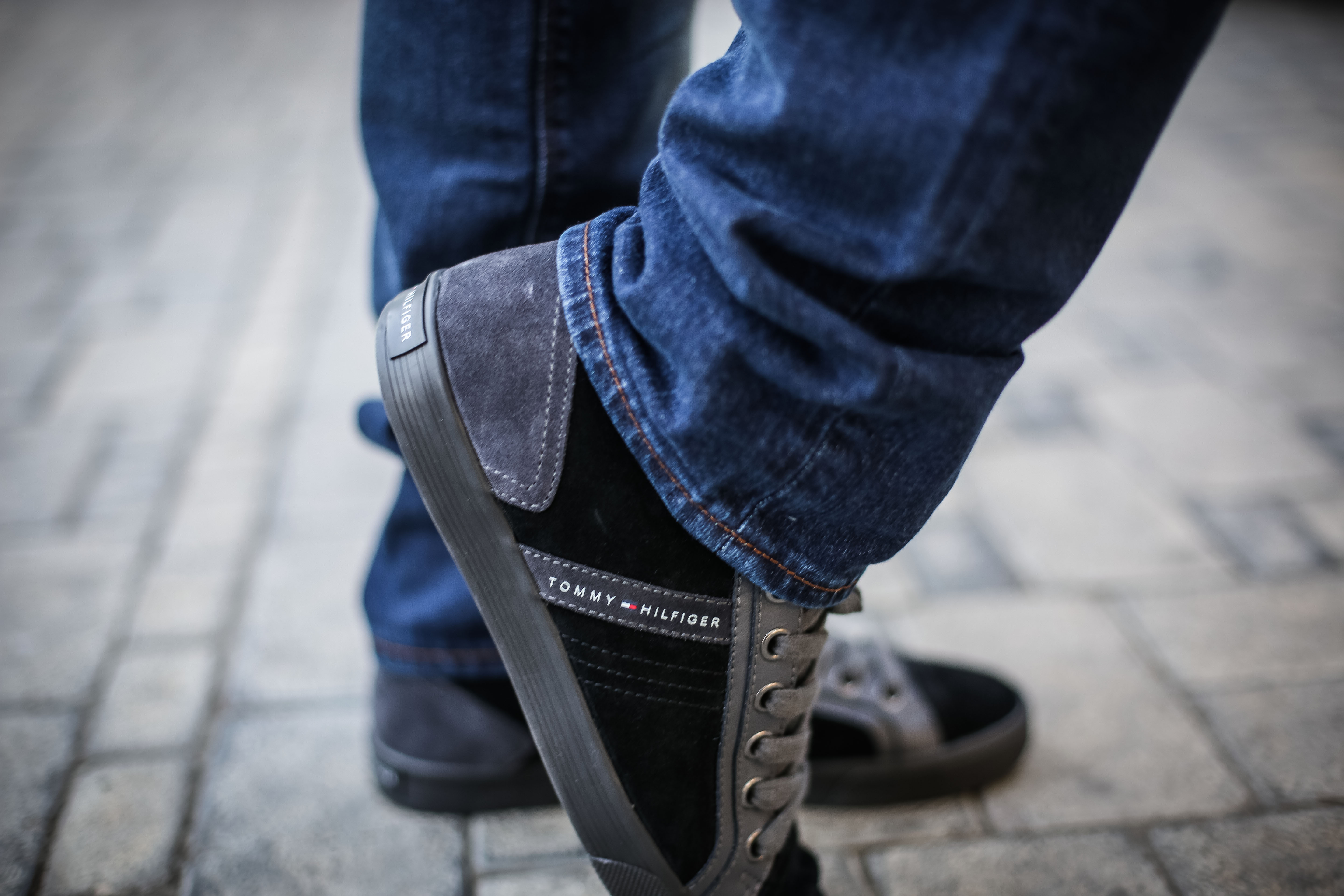

- Hilfiger Denim：面向18至30歲人群，包括休閒裝、首飾、眼鏡、鞋子和香水[4]
- Hilfiger Collection：面向25至40歲的女性[4]
- Tommy Hilfiger Tailored：25至40歲的男性[4]

## 外部連接
- Tommy.com （页面存档备份，存于）（英文）
- Tommy Hilfiger （页面存档备份，存于）（中文）